# РЗВА
Рівненський завод високовольтної апаратури (РЗВА) — підприємство, що здійснює повний цикл виробництва обладнання високого, середнього та низького класів напруги — від проектування до шефмонтажу та сервісного обслуговування. Замовник отримує можливість напряму, від виробника, замовити як поодинокі вироби, так і комплексні рішення «під ключ».
Продукція виготовляється в контрольованих умовах, встановлених Системою Менеджменту Якості згідно вимог ISO 9001.

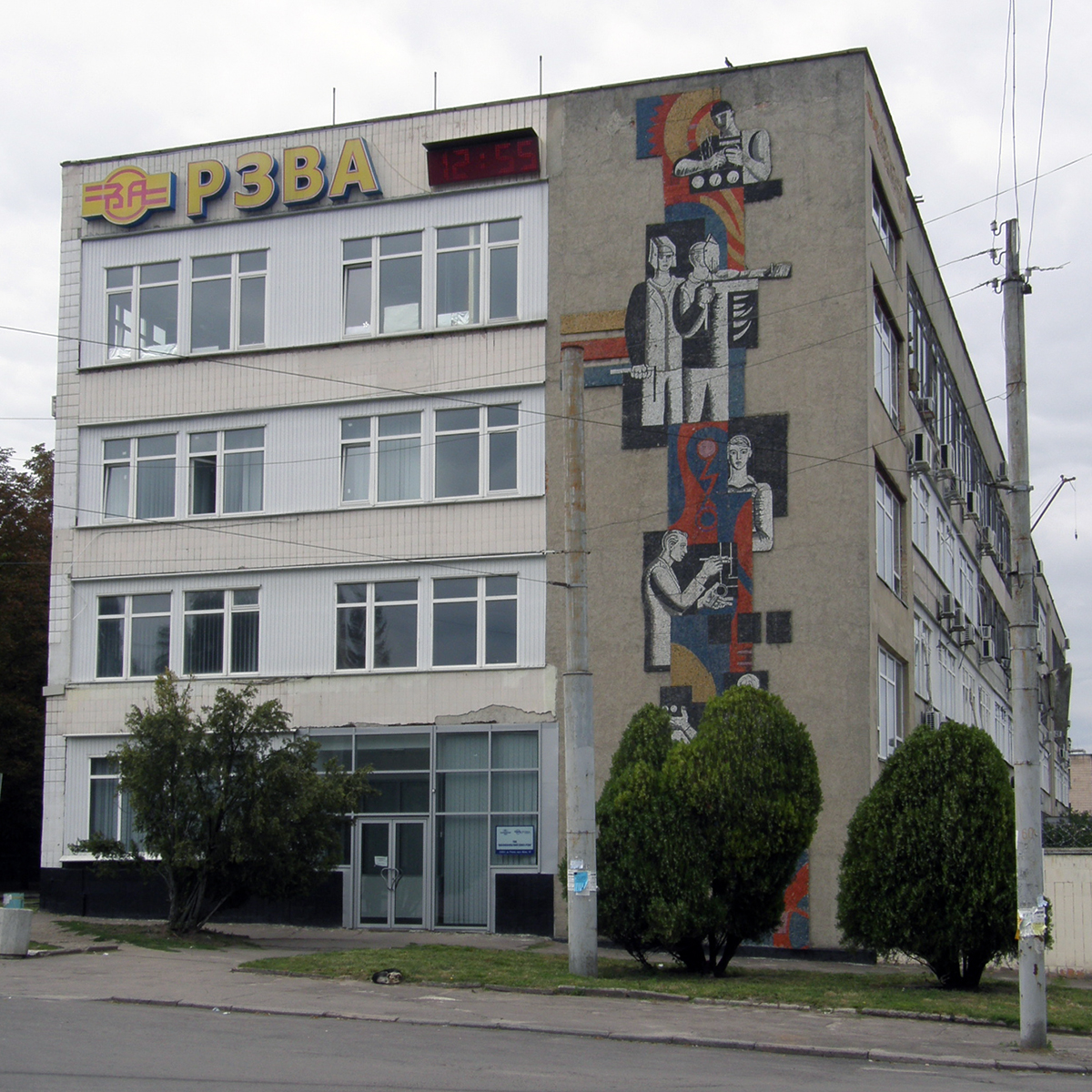
інструментальний цех РЗВА

## Історія
«Организовать на площадях базы „Укртекстильторг“ завод по производству высоковольтной аппаратуры, присвоив ему название — Государственный Союзный завод высоковольтной аппаратуры в г. Ровно (РЗВА)» из Приказа № 273 Министра электротехнической промышленности СССР от 18 мая 1957 года — з цього розпочалась історія Рівненського заводу високовольтної апаратури.

### 1957—1990рр. Масляні та маломасляні вимикачі
- 1957 — Випуск першої продукції: блок-контактів, вимикачів навантаження, запобіжників, реостатів, на підприємстві працює близько 250 людей.

- 1958 — Випущені перші високовольтні масляні вимикачі типа ВМГ-133 з виносним пружинним приводом.

- 1962—1964 — Налагоджується серійне виробництво другого покоління масляних вимикачів: ВМП-10К з електромагнітним приводом і ВМП-10П з пружинним приводом.

- 1964—1965 — Серійне виробництво масляних вимикачів на клас напруги 35 кВ серій ВМП-35ТС та ВМП-35П для Асуанської ГЕС в Єгипті.

- 1967 — Серійне виробництво маломасляних[уточнити] вимикачів[уточнити] з двократним АПВ серії ВММ-10, котрі були розроблені для використання в системах енергозабезпечення сільського господарства.

- 1970 — Виробництво вимикачів із вбудованим соленоїдним приводом серії ВЕМ-6, в яких уперше в СРСР використовується електромагнітний принцип гашення дуги. Налагоджується серійне виробництво третього покоління масляних вимикачів: ВМПЕ-10 із вбудованим електромагнітним приводом (замість вимикачів ВМП—10К), та ВМПП-10 із вмонтованим пружинним приводом (замість вимикачів ВМП-10П).

- 1972 — Розпочато виробництво електромагнітних вимикачів серії ВЕ-10 по ліцензії італійської фірми «Sace». Вимикачі серійно виробляються замість серії ВЕМ-6.

- 1975 — Вперше в СРСР налагоджується виробництво комплектних розподільчих пристроїв (КРП) серії КЕ-10 з електромагнітним вимикачем ВЕ-10.

- 1979 — Налагоджується серійне виробництво четвертого покоління маломасляних[уточнити] вимикачів — вимикачі колонкового типу. Маломасляні[уточнити]} вимикачі серії ВКЕ-10 використовуються замість ВМПЕ-10, а вимикачі серії ВК-10 замість ВМПП-10.

- 1982 — Вперше в СРСР розроблений КРП в сейсмостійкому виконанні типу КЕ-6С та поставлений у серійне виробництво. РЗВА стає єдиним в країні постачальником КРП для власних потреб теплових та атомних електростанцій.

### 1991—2010рр. Вакуумні вимикачі, КРУ з вакуумними вимикачами, КТПБР 110/35/10 кВ
- 1991 — Вперше в країні розпочато виробництво вакуумних вимикачів ВВЕ-10, з електромагнітним, та ВВ-10 з пружинним приводами.

- 1994 — Державне підприємство «Рівненський завод високовольтної апаратури» шляхом корпоратизації перетворюється в акціонерне товариство відкритого типу.

- 1994 — Розпочато виробництво комплектних розподільчих пристроїв (КРП) нового покоління серії КУ-10 (замість КРП серії КЕ-10). Налагоджується виробництво комплектних трансформаторних підстанцій блочного типу (КТПБР) на клас напруги 35 кВ (КТПБР-35).

- 1996—1997 — Налагоджується виробництво трансформаторних підстанцій блочного типу з пониженням напруги від 110 кВ до 10 кВ (КТПБ-110/35/10). Розпочато серійне виробництво комплектних розподільчих пристроїв зовнішньої установки на клас напруги 10 кВ (КРПЗ-10). На виробничому майданчику РЗВА при участі міжнародного концерну ABB створюється підприємство «АББ РЗВА».

- 1998—1999 — Розпочато серійне виробництво трансформаторних підстанцій для залізниць, вакуумних вимикачів зовнішньої установки на 35 та 27,5 кВ. На спільному підприємстві «АББ РЗВА» проводиться реструктуризація виробництва, вводиться в експлуатацію передове обладнання, тим самим створюються передумови для виробництва апаратури на рівні світових стандартів.

- 1999 — Концерн ABB продає свою частину акцій СП «АББ РЗВА» групі українських інвесторів та виходить зі складу підприємства.

- 1999 — Розробляється конструкція та освоюється виробництво малогабаритних комплектних розподільчих пристроїв нового покоління серії КУ-10Ц з вакуумним вимикачем. КРП серії КУ-10Ц залишаються малогабаритними в СНД комірками з повітряною ізоляцією на напругу 6-10 кВ.

- 2000—2001 — Розробляється конструкція і налагоджується серійне виробництво нового ряду вакуумних вимикачів серій ВР з литими з епоксидного компаунда полюсами на номінальні струми до 3150 А і струми відключення до 40 кА (у тому числі і для АЕС з ударним струмом 128 кА). Шафи КРП серії КУ-10 адаптуються і випробовуються для застосування в них елегазових вимикачів.

- 2001 — Авторитетна міжнародна компанія Бюро Веритас завершує аудит системи управління якістю на відповідність вимогам стандарту ISO 9001. Сертифікована діяльність по розробці, виробництву і сервісному обслуговуванню обладнання для передачі і розподілу електроенергії напругою 0,4-110 кВ.

- 2002 — РЗВА стає переможцем II Всеукраїнського конкурсу на звання «Найкращий роботодавець 2001 року». Уперше в СНД, на шостій міжнародній виставці «Elcom Ukraine 2002», РЗВА продемонстрував вакуумний вимикач на 35 кВ внутрішньої установки з литими (з епоксидного компаунда) полюсами, а також шафу комплектного розподільного пристрою на базі цього вимикача.

- 2004 — Продовжується робота по вдосконаленню раніше розроблених виробів. Наслідуючи тенденції «світової моди» на КРП із середнім розташуванням вимикача, освоюється випуск нових КРП типу КУ-10С.

- 2006 — Запущена програма «Ретрофіт»: РЗВА пропонує продовжити термін служби КРП і КСО шляхом заміни комутаційних апаратів, що відпрацювали свій ресурс на сучасні, надійні і довговічні вакуумні вимикачі.

- 2006—2008 — Пуск лінії силіконового литва дозволив модернізувати вакуумні вимикачі зовнішньої установки на клас напруги 35 кВ. Розпочатий серійний випуск вимикачів 35 кВ з пружинним (ВР35НСМ, ВР35НТ) і електромагнітним (ВР35НС) приводами з кремнійорганічною ізоляцією полюсів.

- 2010 — Розробляється малогабаритна комірка КУ-35С з елегазовою ізоляцією на напругу 35 кВ. На міжнародній спеціалізованій виставці «Електричні мережі Росії» уперше показаний вакуумний вимикач напругою 110 кВ з одним розривом на фазу.

### 2011—2014рр. Вакуумний вимикач 110 кВ з одним розривом на фазу
- 2011—2012 — Закінчується дослідна експлуатація і розпочинається серійний випуск вимикача серії ВРС-110.

- 2013—2014 — Освоюється серійний випуск малогабаритної комірки типу КУ-10С РН рудничного нормального виконання. Відкриті представництва в Естонії, Болгарії, Індії, Вірменії, Грузії, Молдові, Польщі[1]

## Продукція

### Комплектні трансформаторні підстанції

#### 1. Підстанції КТПБР 35, 110, 150, 220 кВ
«Високовольтний союз — РЗВА» є одним з провідних підприємств в СНД, що випускає комплектні трансформаторні підстанції блочного типу (КТПБР), у тому числі на напруги:
- 220/35/10(6) кВ, 220/110/10(6) кВ з трансформаторами потужністю 25-125 МВА;
- 150/10(6) кВ, 150/35/10(6) кВ з трансформаторами потужністю 32-130 МВА;
- 110/10(6) кВ, 110/35/10(6) кВ з трансформаторами потужністю 2,5-40 МВА.

#### 2. Газоізольовані підстанції КТПЕР 110, 220 кВ
Головні переваги газоізольованих трансформаторних підстанцій, побудованих на базі КРПЕ — малі габарити і щільна компоновка, які дозволяють збирати підстанції з блоків заводської готовності на обмежених площах, наприклад, в умовах міської забудови. Інше застосування цього типу підстанцій — в умовах проммайданчика промислових підприємств, обмежених по площі, а також в умовах високого ступеня забруднення навколишнього повітря.

#### 3. Тягові підстанції
«Високовольтний союз — РЗВА» виробляє блочні тягові підстанції для залізниць КТПБР-110/27,5/10 на напругу 110, 27,5 і 10 кВ з трансформаторами потужністю від 2500 кВА до 40 МВА. Як комутаційні апарати зі сторони 27,5 кВ застосовуються трьохполюсні вимикачі зовнішньої установки з цільнолитими полюсами в кремнійорганічній зовнішній і внутрішній, включаючи заливку вакуумної камери, ізоляції серії ВР35НС з електромагнітним, або ВР35НТ з пружинним приводами, а також спеціально розроблені для використання на тягових підстанціях залізниць однополюсні вимикачі типу ВР27НС.

#### 4. Елементи підстанцій
- КРПЗ-10

КРПЗ-10 є металевою спорудою, яка поставляється до місця монтажу окремими транспортабельними блоками. Блоки КРПЗ-10 безпосередньо на заводі монтуються шафами КРП, міжблочними з'єднаннями головних і допоміжних кіл, елементами повітряних вводів і повітряних або кабельних виводів. Розміщення шаф у приміщенні КРПЗ-10 однорядне або дворядне з можливістю двостороннього обслуговування. Будівля КРПЗ-10 має два роздільні виходи, обладнане освітленням, опалюванням і вентиляцією, а для країн з жарким кліматом — кондиціонерами.
- КРПЗ-35

Закритий розподільний пристрій (ЗРП) КРПЗ-35 є спорудою, що збирається на території підстанції з окремих транспортабельних блоків. Безпосередньо на заводі у блоках КРПЗ-35 монтуються шафи на 35 кВ серії КУ-35, елементи повітряних вводів і виводів, елементи міжблочних з'єднань головних і допоміжних кіл. Шафи КРП серії КУ-35 мають один або два релейні відсіки і обладнані сучасними мікропроцесорними пристроями релейного захисту, автоматики і управління.
- ОПУ

До складу трансформаторних підстанцій входить загальнопідстанційний пункт управління заводського виготовлення, який є збірною будівлею, що складається з каркаса і полегшених профільованих оцинкованих металевих панелей з утеплювачем. У пункті управління передбачені приміщення для розміщення панелей релейного захисту, управління і сигналізації, апаратури зв'язку і пристроїв телемеханіки, а також обладнані приміщення для роботи і відпочинку персоналу.

### Комплектні розподільчі пристрої
«Високовольтний союз — РЗВА» випускає як КРП загальнопромислового призначення (КРП серії КУ-10С, КУ-10Ц, КУ-35, КУ-35С), так і розподільчі пристрої спеціального призначення для РП власних потреб теплових і атомних електростанцій (КУ-6С) та для встановлення в місцях проведення гірничо-рудничних робіт, у тому числі екскаваторні комірки і комірки рудничного нормального виконання (2КВЭ-М-6, 3КВЭ-10, 3КВЭ-10 РН, КУ-10С РН).

Шафи випускаються в сейсмостійкому і несейсмостійкому виконанні, з розташуванням видвижного елемента в середній або нижній частині шафи КРП, двох- і одностороннього обслуговування.

#### 1. КУ-6С
Комірка КРП являє собою металоконструкцію, виготовлену з високоякісної сталі з алюцинковим покриттям.. З'єднання виконані на посилених сталевих витяжних заклепках і різьбових з'єднаннях. Зовнішні елементи конструкції — двері фасаду, бічні панелі крайніх у ряду комірок і т. д. пофарбовані методом порошкового напилювання.
Для встановлення в КУ-6С використовується серія вакуумних вимикачів ВРС-6 власного виробництва, а також вимикачі HD4 і VD4. Вимикачі серії ВРС-6 розраховані на роботу при номінальних струмах до 4000 А і номінальних струмах відключення до 40 кА.

#### 2. КУ-10С
Комірка КРП являє собою металоконструкцію, виготовлену з високоякісної сталі з алюцинковим покриттям. З'єднання виконані на посилених сталевих витяжних заклепках і різьбових з'єднаннях. Зовнішні елементи конструкції — двері фасаду, бічні панелі крайніх у ряду комірок і т. д. пофарбовані методом порошкового напилювання (колір RAL 7032).
Для встановлення в КУ-10С використовується серія вакуумних вимикачів ВРС власного виробництва, а також вимикачі HD4 і VD4. Вимикачі серії ВРС-10 розраховані на роботу при номінальних струмах до 4000 А і номінальних струмах відключення до 40 кА.

#### 3. КУ-10Ц
У залежності від призначення і виду комплектації шафи можуть бути з видвижним елементом або без нього. Вибір схем головних з'єднань визначає наявність або відсутність фасадних дверей: КРП серії КУ-10Ц на струми від 1600А до 3150 А мають підйомно-поворотні двері оригінальної конструкції; шафи на номінальні струми 2000 А і 3150 А (струм відключення 31,5 кА) мають укорочені фасадні двері і фартух, який опускається при переміщенні видвижного елемента; ряд шаф КРП виконуються без фасадних дверей, функцію яких виконує фасадний лист видвижного елемента. Шафи серії КУ-10Ц можуть виготовлятися як з одностороннім так і з двостороннім обслуговуванням.
КРП серії КУ-10Ц комплектуються вакуумними вимикачами ВР1, ВР2 і ВР3 власного виробництва. Ці вимикачі розраховані на роботу при номінальних струмах до 3150 А і номінальних струмах відключення до 40 кА.

#### 4. КУ-35
Усі металеві вузли і деталі шафи виконані зі сталевих листів товщиною 2, 3 і 4 мм і мають антикорозійне покриття порошком типу MX.S.RAL, або гальванічне покриття. З'єднання всіх елементів здійснюється болтами і гайками типу М8.
КРП серії КУ-35 комплектуються вакуумними вимикачами ВР35 з литими полюсами з епоксидного компаунда. Вимикачі розраховані на роботу при номінальних струмах до 3150 А і номінальних струмах відключення до 31,5 кА.

#### 5. КУ-35С (з елегазовою ізоляцією)
Елементи конструкції герметичних відсіків шафи (відсік вимикача і відсік збірних шин) виконані з листів з антикорозійної сталі. Елементи фасаду виготовляються зі стальних листів, на які наноситься порошкове покриття. Інші елементи каркаса шафи виконуються зі стальних листів з алюцинковим покриттям.
КРП серії КУ-35С комплектуються вакуумними вимикачами серії ВРС-35. Полюса вимикача, а також збірні шини поміщені в герметичні баки, заповнені елегазом (SF6). Вимикачі розраховані на роботу при номінальних струмах до 2 500 А і номінальних струмах відключення до 31,5 кА.

#### 6. Рудничні КРП
КУ-10С РН — КРП на напругу 10 кВ рудничного нормального виконання внутрішньої установки призначений для прийому і розподілу електроенергії підземних струмоприймачів залізорудних і вугільних шахт безпечних по газу.
Конструкція шафи забезпечує:
- Можливість кабельного вводу ззаду (знизу або зверху), а також збоку (зліва або справа) згідно схем головних з'єднань.
- Переміщення видвижного елемента між фіксованими положеннями може здійснюватись як вручну, так і за допомогою мотора.
- Наявність у кожному відсіку шафи окремого каналу скидання продуктів горіння к.з. у зону, що не обслуговується над шафою.
- Можливість встановлення до трьох трансформаторів струму.
- Можливість візуального контролю положення ножів заземлювача з фасадної частини шафи при відкритих дверях.
- Наявність пристрою контролю опору ізоляції силових кабелів.

Елементи конструкції каркаса шафи виконані зі сталевих листів з алюцинковим покриттям із використанням болтового методу з'єднань і сталевих заклепок. Шафи випускаються з можливістю двостороннього обслуговування. КРП серії КУ-10С РН комплектуються вакуумними вимикачами типу ВРС-10 з литими полюсами з епоксидного компаунда. Вимикачі розраховані на роботу при номінальних струмах до 1600 А і номінальних струмах відключення до 31,5 кА.
3КВЭ-10РН — шафа рудничного нормального виконання для комплектації підземних підстанцій, що працюють в умовах вибухобезпечних по
газу і пилу. Шафа є металевою збірною конструкцією, розділеною перегородками на високовольтні відсіки: роз'єднувача, видвижного елемента, заземлювача, збірних шин, трансформаторів струму, низьковольтний релейний відсік. Усі частини, що знаходяться під напругою, закриті на час експлуатації, але доступні після відключення шафи від мережі. Бічні та задні отвори шафи закриті знімними кришками. Умови обслуговування — двостороннє. КРП серії 3КВЭ-10РН комплектуються вакуумними вимикачами типу ВР1 власного виробництва або 3AH5 ф. Siemens. Вимикачі розраховані на роботу при номінальних струмах до 1600 А і номінальних струмах відключення 20 кА.
2КВЭ-М-6 — призначена для установки на поворотній платформі в закритому неопалюваному кузові кар'єрних екскаваторів і служить для прийому і розподілу електроенергії трифазного змінного струму напругою 6 кВ частотою 50 і 60 Гц у кар'єрних розподільних мережах із ізольованою нейтраллю, а також для захисту електроспоживачів при перевантаженнях і коротких замиканнях, для оперативного включення електричних кіл керування.
Конструктивно шафа розділена на чотири відсіки: запобіжників, роз'єднувача, трансформаторів струму і вакуумного вимикача і відсік РЗА. У шафі реалізовані усі необхідні блокування: блокування роз'єднувача з вимикачем, блокування дверей, блокування роз'єднувача, блокування роз'єднувача з трансформатором власних потреб. КРП серії 2КВЭ-М-6 комплектуються вакуумними вимикачами типу ВР1, власного виробництва. Вимикачі розраховані на роботу при номінальних струмах до 630 А і номінальних струмах відключення до 20 кА.

### Комутаційні апарати
Лінійка вакуумної комутаційної апаратури 6(10); 27,5; 35; 110 кВ повністю перекриває ввесь спектр струмових навантажень, характерних для електроустановок в промисловості.

#### 1. Вакуумні вимикачі для КСО
Вакуумні вимикачі серії ВР1 спеціально розроблені для установки в КСО і КРП різних типів, як нових так і попередніх років випуску.
Конструктивні особливості:
- новий привод вимикача має механічну защіпку, що надійно фіксує вимикач у включеному положенні, а також пружину відключення, що дозволяє легко і надійно здійснювати неоперативне і оперативне відключення вимикача як дистанційно, так і вручну;
- наявність механічної защіпки, що фіксує вимикач у ввімкненому положенні, дозволяє дію значних зусиль на важелі вала для блокування покажчика вимикача з боку приводів роз'єднувачів у КСО. Це виключає несанкціоноване відключення вимикача при дії на вал блокування і покажчика;
- завдяки раціональній компоновці привода вимикач має мінімальні габарити і вагу, а також зручний доступ до складових частин при необхідному техобслуговуванні.

#### 2. Вакуумні вимикачі 6 кВ
Вимикачі типа ВРС-6 призначені для роботи в шафах комплектних розподільних пристроїв внутрішньої установки серії КУ-6С в РП власних потреб теплових і атомних станцій.

#### 3. Вакуумні вимикачі 10 кВ
- ВРС-10 — призначені для роботи в шафах комплектних розподільних пристроїв внутрішньої установки серії КУ-10С виробництва «Високовольтний союз — РЗВА», а також КРП інших виробників. Вакуумні камери залиті епоксидним компаундом, що надійно захищає від механічних і електричних пошкоджень. На полюсах вимикачів на номінальні струми 2500 і 3150 А встановлено радіатор охолодження.
- ВР1 — використовуються для знову розроблюваних КРП і КСО, а також для реконструкції шаф КРП і КСО, що знаходяться в експлуатації.
- ВР2 та ВР3 — призначені для комутації електричних кіл при нормальних і аварійних режимах у мережах трифазного змінного струму частоти 50(60) Гц із номінальною напругою 10 кВ для систем із ізольованою і частково заземленою нейтраллю. Вимикачі використовуються для заново розроблюваних КРП, а також для реконструкції шаф КРП, що знаходяться в експлуатації. Блок (схема) управління розташована в корпусі вимикача. При цьому керування здійснюється як змінним, так і постійним оперативним струмом. Виконані в блоці керування схемні рішення дозволяють без особливих труднощів застосовувати вимикачі у всіх відомих типових роботах як для схем з пружинними, так і для схем з електромагнітними приводами для всіх тепер і раніше випущених КРП (К-IIIy, К-XII, К-XXVI, К-37, КРУ2-10, К-59, К-104, КМ-1Ф, КУ-10Ц, К-Х та ін.).

#### 4. Вакуумні вимикачі 27,5 кВ
Вимикачі вакуумні зовнішньої установки серії ВР27НС із кремнійорганічною та повітряною ізоляцією в полюсах та електромагнітним приводом з використанням принципу двопозиційної «магнітної защіпки» призначені для комутації однофазних електричних високовольтних мереж при нормальних та аварійних режимах мереж змінного струму з номінальною напругою 27,5 кВ частотою 50 (60) Гц.
Вимикачі однополюсні серії ВР27НС застосовуються як комплектуючі для блоків комплектних розподільних пристроїв серії КРП(Б)-27,5 тягових підстанцій, постів секціонування і пунктів паралельного з'єднання контактної мережі ділянок залізниць, а також для розширення існуючих підстанцій та заміни застарілих повітряних і масляних вимикачів на ВР27НС.

#### 5. Вакуумні вимикачі 35 кВ
- ВР35НС — вимикачі вакуумні зовнішньої установки з кремнійорганічною і повітряною ізоляцією в полюсах (без трансформаторного масла) та електромагнітним приводом із використанням принципу двопозиційної «магнітної защіпки» призначені для комутації електричних високовольтних кіл при нормальних і аварійних режимах мереж трифазного змінного струму з ізольованою або частково заземленою нейтраллю з номінальною напругою 35 кВ частотою 50 (60) Гц. Застосовуються у відкритих розподільних пристроях 35 кВ комплектних трансформаторних підстанцій КТПБР-220/35/10(6), КТПБР-150/35/10(6), КТПБР-110/35/10(6), КТПБР-М-35/10(6) і блоків комплектних розподільних пристроїв тягових підстанцій залізниць, а також для розширення існуючих підстанцій і заміни застарілих повітряних і масляних вимикачів.
- ВР35НС — вимикачі вакуумні зовнішньої установки з кремнійорганічною і повітряною ізоляцією в полюсах (без трансформаторного масла) і пружинним приводом призначені для комутації електричних високовольтних кіл при нормальних і аварійних режимах мереж трифазного змінного струму з ізольованою або частково заземленою нейтраллю з номінальною напругою 35 кВ частотою 50 (60) Гц. Застосовуються як комплектуючі для відкритих розподільних пристроїв 35 кВ комплектних трансформаторних підстанцій КТПБР-220/35/10(6), КТПБР-150/35/10(6), КТПБР-110/35/10(6), КТПБР-М-35/10(6) і блоків комплектних розподільних пристроїв тягових підстанцій залізниць, а також для розширення існуючих підстанцій і заміни застарілих повітряних і масляних вимикачів.
- ВР35НТ — вимикачі вакуумні зовнішньої установки з кремнійорганічною зовнішньою і внутрішньою ізоляцією в полюсах (без трансформаторного масла) і пружинним приводом призначені для комутації електричних високовольтних кіл при нормальних і аварійних режимах мереж трифазного змінного струму з ізольованою або частково заземленою нейтраллю з номінальною напругою 35 кВ частотою 50 Гц. Застосовуються для установки на знову споруджуваних підстанціях, а також для заміни масляних вимикачів С-35М-630-10 і апаратів інших серій, що вичерпали свій ресурс.
- ВР35 — вимикач вакуумний внутрішньої установки з електромагнітним приводом призначений для комутації електричних високовольтних кіл при нормальних і аварійних режимах в мережах трифазного змінного струму частотою 50 (60) Гц з номінальною напругою 35 кВ для систем із ізольованою або частково заземленою нейтраллю. Вимикачі серії ВР35 видвижного виконання використовуються для установки в шафи комплектних розподільних пристроїв, а саме в шафи КРП серії КУ-35, в складі яких є основою для побудови закритих розподільних пристроїв 35 кВ трансформаторних підстанцій. У стаціонарному виконанні можуть використовуватися в КРП інших серій.
- ВБНК-35 — вимикачі вакуумні зовнішньої установки з кремнійорганічною зовнішньою і внутрішньою ізоляцією полюсів з електромагнітним приводом призначені для комутації електричних кіл в нормальному і аварійному режимах роботи.
- ВБУ-35 — вимикачі вакуумні внутрішньої установки з електромагнітним приводом і епоксидно-компаундною зовнішньою ізоляцією полюсів призначені для виконання комутаційних операцій у нормальних і аварійних режимах роботи трансформаторів дугових сталеплавильних печей, у ЗРП на ТЕЦ із номінальною напругою 35 кВ промислової частоти 50 Гц. Використовуються для виконання комутаційних операцій у нормальному і аварійному режимах роботи дугових сталеплавильних печей, в ЗРП на ТЕЦ і установки на знову споруджуваних і модернізованих (заміна повітряних і масляних вимикачів) ЗРП, металургійних комбінатах, інших електроустановках із частими комутаціями.
- ВБЦ-35 — вимикачі вакуумні внутрішньої установки з електромагнітним приводом і епоксидно-компаундною зовнішньою ізоляцією полюсів призначені для виконання комутаційних операцій в нормальних і аварійних режимах роботи трансформаторів дугових сталеплавильних печей, на знову споруджуваних і модернізованих ЗРП, на ТЕЦ з номінальною напругою 35 кВ і промислової частоти 50 Гц. Вимикач призначений для роботи лише в колах з ізольованою нейтраллю. Призначені для комутації електричних кіл у нормальних і аварійних режимах роботи руднотермічних, електродугових та інших електроустановках із частими комутаціями.

#### 6. Вакуумні вимикачі 110 кВ
Колонковий вимикач ВРС-110 з пружинним приводом зовнішньої установки є першим вакуумним вимикачем 110 кВ з одним розривом на фазу. Призначені для комутації електричних високовольтних кіл напругою 110 кВ із частотою 50 Гц при нормальних і аварійних режимах роботи в мережах трифазного змінного струму з заземленою нейтраллю з коефіцієнтом замикання на землю 1,4. Колонкові вимикачі ВРС-110 застосовуються для комплектації відкритих розподільних пристроїв 110 кВ трансформаторних підстанцій, можуть застосовуватись для розширення існуючих підстанцій і заміни застарілих повітряних, маломасляних[уточнити], бакових та інших вимикачів.
Полюса вимикача суцільно литі з кремнійорганічною ізоляцією. В полюсах використовуються спеціально розроблені для даного вимикача вакуумні камери. Пружинний привод забезпечує можливість ручного включення і відключення вимикача. Шафа управління приводом розташована збоку від корпуса вимикача, що забезпечує зручний і безпечний доступ до неї.
Переваги ВРС-110 перед елегазовими вимикачами:
- Стабільний стан контактної групи ВРС-110 зберігається протягом всього терміну експлуатації, а діелектричні властивості елегазу знижуються (через накопичення продуктів розкладання в комутаційній камері при наростанні числа комутацій).
- Комутаційний ресурс ВРС-110 — 10000 циклів, що у 2 рази перевищує ресурс елегазових апаратів.
- ВРС-110 не потребує технічного обслуговування до закінчення 10000 комутаційних циклів.
- Мінімальні строки монтажу (6-8 годин) і мінімальні затрати на монтаж.
- ВРС-110 екологічно чисті і не потребують додаткових затрат на утилізацію, на відміну від елегазових вимикачів.
- Надійність вимикача ВРС-110 вища, ніж у елегазового (дугогасильна частина ВРС-110 містить менше рухомих деталей).
- Можливість експлуатації в умовах низьких температур (до — 60°С) без додаткового обігріву.

#### 7. Генераторні вимикачі
- ВГГ-10 — вакуумний вимикач з електромагнітним приводом призначений для виконання комутаційних операцій в нормальних і аварійних режимах у трифазних колах змінного струму 10 кВ, 50 Гц. Вимикачі призначені для заміни вимикачів серії МГГ-10, що вичерпали свій ресурс, а також для установки в нові розподільчі пристрої.
- ВГГм-10 — вакуумний вимикач серії з пружинним приводом призначений для виконання комутаційних операцій в нормальних і аварійних режимах в трифазних колах змінного струму 10 кВ, 50 Гц. Вимикачі призначені для заміни вимикачів серії МГГ-10, що вичерпали свій ресурс, а також для установки в нові розподільні пристрої.
- ВГМ-15 — маломасляний[уточнити] вимикач призначений для комутації в нормальному і аварійному режимах роботи (з застосуванням відсічки по струму, що включається) кіл генераторів трифазного змінного струму з номінальною напругою 15, 75 кВ для частоти 50 і 60 Гц. Вимикач встановлюється в камері, що вентилюється. Продувка повинна здійснюватись сухим повітрям з вологістю не більше 50 % і температурою нижче на 2°С, ніж температура поверхонь ізоляторів і ізоляційних деталей вимикача.
- МГУ-20 — маломасляний[уточнити] вимикач призначений для комутації в нормальному і аварійному режимах роботи кіл генераторів трифазного змінного струму з номінальною напругою 20 кВ для частоти 50 і 60 Гц. Вимикач служить для роботи в мережах як з ізольованою, так і з заземленою нейтраллю.

### Роз'єднувачі

#### Роз'єднувачі 35 і 110 кВ
Роз'єднувачі призначені для вмикання і вимикання знеструмлених ділянок електричних кіл, що знаходяться під напругою, а також для заземлення вимкнених ділянок за допомогою заземлювачів. Роз'єднувачі також використовуються для вимкнення струмів холостого ходу трансформаторів і зарядних струмів повітряних кабельних ліній.

#### Роз'єднувачі 10 кВ
Роз'єднувачі змінного струму високої наруги серій РВ, РВО, РЛВОМ, РВФ, РВЗ, РВФЗ, заземлювачі серії ЗР і приводи серії ПР. Номінальна напруга 10 кВ, номінальний струм від 400 до 1600 А.
Роз'єднувачі встановлюються в мережах змінного струму, частоти 50 і 60 Гц, напругою 10 і 11 кВ.
Заземлювачі серії ЗР встановлюються в мережах змінного струму, частоти 50 Гц напругою 10 кВ, використовуються для заземлення частин кола, без можливості вмикання при короткому замиканні і не призначені для протікання номінального струму.
Приводи важільні серії ПР призначені для керування головними заземляючими ножами роз'єднувачів серій РЛВОМ, РВ, РВЗ, РВФ, РВФЗ і заземлювачів серії ЗР.
Оперування роз'єднувачами серії РВО здійснюється за допомогою штанги ручного управління.

## Послуги

### Сервіс
Відділ інжинірингу забезпечує кваліфікований шеф-монтаж при установці нового і реконструкції існуючого електротехнічного обладнання, виконання гарантійних і післягарантійних зобов'язань, а також надає додаткові послуги експлуатуючим організаціям:
1. постачання запасних частин під певний об'єм ремонтних робіт або по окремому замовленню;
2. аналіз і оцінка причин виникнення аварій і несправностей в мережах 6 (10) кВ;
3. роботи по підвищенню надійності мереж 6 (10) і 0,4 кВ.

- Гарантійне обслуговування

Терміни гарантійних зобов'язань, які несе «ВС-РЗВА» при постачаннях обладнання, складають не менше 4 років для основного обладнання власного виробництва — трансформаторних підстанцій, КРП і вакуумних вимикачів.
Передексплуатаційний гарантійний ремонт включає послуги з ремонту обладнання, яке з різних причин (форс-мажор, ушкодження при транспортуванні або розвантаженні, пограбування і ін.) не відповідає нормативній документації на момент прибуття устаткування до замовника. При необхідності, на повідомлення про конструктивні збої і невідповідності, виявлені під час монтажних і пуско-налагоджувальних робіт, на об'єкти замовника виїжджають також і фахівці заводів — виготовлювачів обладнання.
Гарантійний ремонт в період експлуатації забезпечує ліквідацію порушень в роботі обладнання, що вийшло з ладу з будь-яких причин (за винятком випадків навмисного псування або неправильної експлуатації).
- Післягарантійне обслуговування

У рамках післягарантійного обслуговування фахівці відділу інжинірингу здійснюють діагностику стану устаткування. За результатами діагностики приймається рішення про обсяги необхідного ремонту і регулювання обладнання. За результатами виконаної роботи разом із замовником приймається рішення про продовження терміну гарантії на обладнання (від 0,5 року до 4-х років).
- Шеф-монтаж

Комплекс шеф-монтажних робіт включає:
1. приймання обладнання, що надійшло із заводу на об'єкт замовника, розгляд і усунення зауважень по комплектації і якості постачання;
2. технічні консультації і супровід (нагляд) робіт, що виконуються фахівцями монтажної організації або експлуатаційним персоналом замовника;
3. контроль якості виконаного монтажу;
4. перевірка роботи механічних блокувань (при необхідності-регулювання по місцю);
5. перевірка роботи комутаційних апаратів.

Крім того, шеф-інженери забезпечують навчання експлуатаційного персоналу замовника — знайомлять його з пристроєм і особливостями роботи нового обладнання.

### Інжиніринг
Проектний підрозділ дирекції з інжинірингу розробляє проекти систем енергопостачання високої складності в повній відповідності з системою менеджменту якості ISO 9001: 2008, має допуски на здійснення проектних робіт, виданий СРО НП «Енергосерт», і будівельно-монтажних робіт — СРО НП «Енергобуд». Проекти, що випускаються, відповідають усім діючим нормативним документам.
- Проектування

До складу «ВС-РЗВА» входить департамент проектування.

Профіль діяльності департаменту:
1. комплексне проектування;
2. комплектація об'єктів необхідним обладнанням;
3. виконання будівельно-монтажних та пусконалагоджувальних робіт.

Також у сферу діяльності компанії входять електроенергетичні об'єкти електропостачання: підстанції (ПС) 35—220 кВ, абонентські трансформаторні підстанції (ТП) 35, 10 (6) / 0,4 кВ, розподільні пункти (РП) 35, 10 (6) кВ, а також повітряні та кабельні лінії (ПЛ і КЛ) 10-110 кВ. Крім того, компанія займається розробкою автоматизованих систем управління, вирішенням проблем енергозбереження та якості напруги на підприємствах. Усі роботи здійснюються власними кваліфікованими постійними підрозділами, а в разі потреби залучаються сторонні спеціалізовані організації.
- Будівництво енергооб'єктів «під ключ»

«ВС-РЗВА» здійснює комплексні поставки, монтаж і введення в експлуатацію основного і допоміжного обладнання. Замовникам пропонується сучасна, високотехнологічна продукція власного виробництва. Замовник дістає можливість укласти договір на виконання усього комплексу робіт по зведенню конкретного об'єкту «під ключ» з одним підрядником, який бере на себе відповідальність за кінцевий продукт.
- Пусконалагоджувальні роботи

Виконання пуско-налагоджувальних робіт на об'єкті, включаючи наладку первинного обладнання, забезпечення підготовки енергооб'єктів до здачі в експлуатацію.
- Будівельно-монтажні роботи

Монтаж і ремонт усіх типів розподільних пристроїв, будівельно-монтажні операції будь-якої складності та специфіки.